# Goux-les-Usiers
Goux-les-Usiers é uma comuna francesa na região administrativa de Borgonha-Franco-Condado, no departamento de Doubs. Estende-se por uma área de 17,63 km². Em 2010 a comuna tinha 758 habitantes (densidade: 43 hab./km²).